# Saint-Étienne-du-Grès
Saint-Étienne-du-Grès település Franciaországban, Bouches-du-Rhône megyében. Lakosainak száma 2480 fő (2022. január 1.). Saint-Étienne-du-Grès Fontvieille, Graveson, Maillane, Mas-Blanc-des-Alpilles, Saint-Rémy-de-Provence, Tarascon és Les Baux-de-Provence községekkel határos.

## Népesség
A település népessége az elmúlt években az alábbi módon változott:
| Lakosok száma | 1421 | 1601 | 1863 | 2111 | 2379 | 2438 | 2481 | 2497 | 2492 | 2480 |
|               | 1968 | 1982 | 1990 | 2006 | 2013 | 2015 | 2017 | 2019 | 2020 | 2022 |